# La dependienta
La dependienta o por su nombre en japonés Konbini Ningen es una novela escrita por Sayaka Murata que corresponde a la número 10 de su colección, fue publicada en 2016 y con esta novela Murata recibió el prestigioso Premio Akutagawa en el mismo año, así mismo fue nombrada como Mujer del Año por la revista Vougue Japan. La novela vendió más de 600 000 copias en Japón y en 2018 se convirtió en su primer libro en ser traducido al inglés con el nombre "Convenience Store Woman".

## Sinopsis
La protagonista de esta historia es Keiko Furukura una mujer soltera de 36 años que nunca ha tenido pareja y que ha pasado la mitad de su vida trabajando como dependienta de tiempo parcial en una Konbini, un supermercado japonés que está abierto las 24 horas del día. Furukura siempre tuvo la sensación de que nunca había terminado de encajar en la sociedad. Sin embargo, en aquel supermercado encontró un mundo predecible gobernado por un manual que les dice a todos los trabajadores como actuar y que decir, por lo que por primera vez logró conseguir esa normalidad en contra de una sociedad que le reclama acomodarse a su estilo. Todos quieren ver a Furukura formar un hogar y seguir un camino convencial para que ante los ojos de los demás se al fin una adulta.

## Reseña

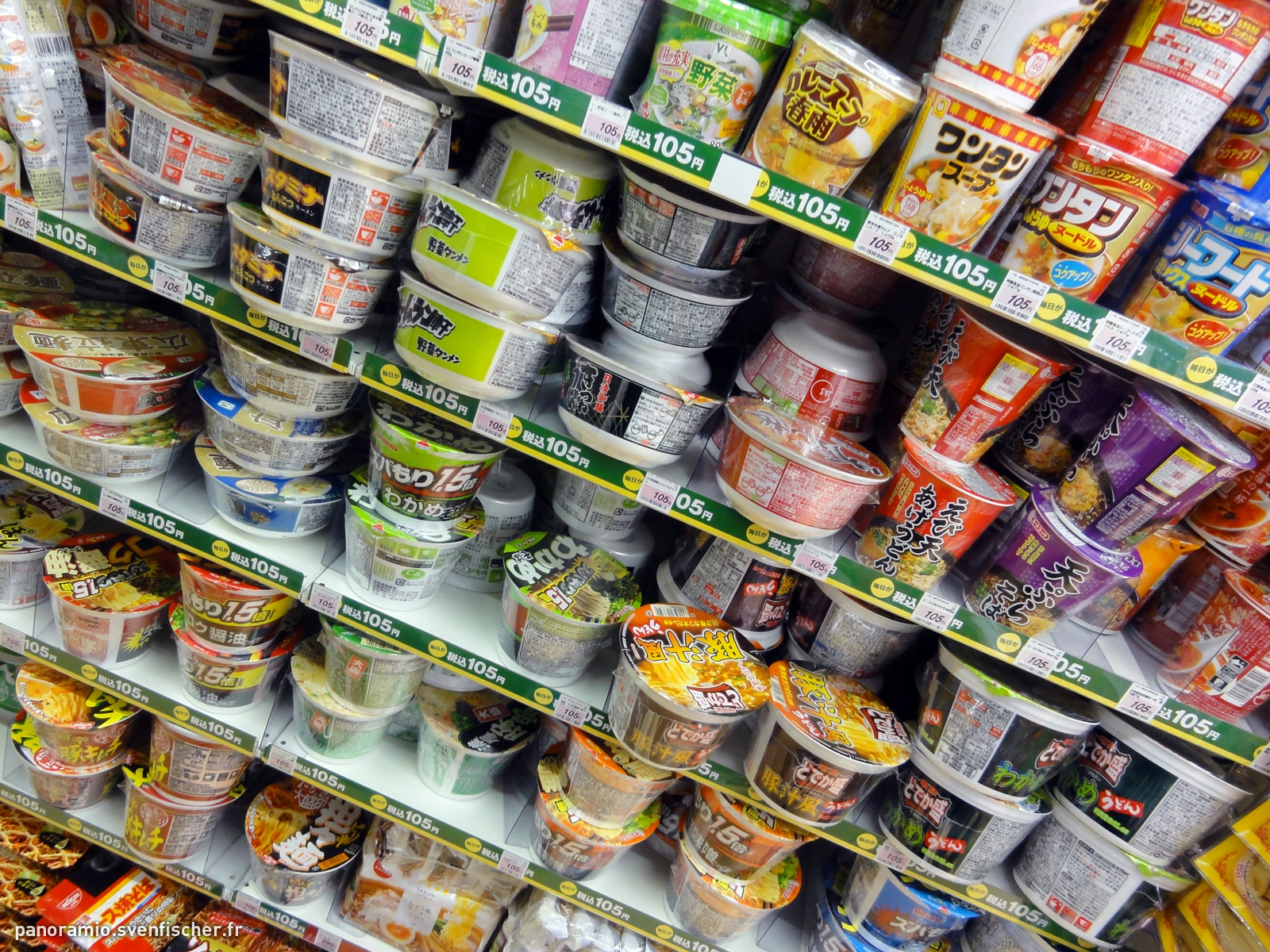
Filas de fideos en una tienda de Tokio

La dependienta nos cuenta la historia de una mujer japonesa soltera y sin aspiraciones que ha trabajado en una Konbini la mitad de su vida, cuyo supermercado esta abierto las 24 horas del día, los 7 días de la semana. Esta historia está narrada en primera persona por lo que le da un toque más íntimo y permite empatizar más con las situaciones que vive la protagonista. 
Furukura siempre ha tenido la sensación de que vive una vida que no es suya, ya que todo el tiempo el mundo esta cuestionándole y pidiéndole una explicación sobre las situaciones que vive, como por ejemplo: ¿Por qué no busca un trabajo fijo?, ¿Por qué sigue trabajando por horas?, ¿Por qué nunca ha tenido alguna pareja?, ¿Piénsa casarse algún día?, a todas estas preguntas Furukura siempre logra buscar excusas que justifiquen sus acciones ante estas incógnitas. 
La novela inicia contando la problemática infancia de Furukura, ya que esta tiene una forma muy peculiar de comportarse, se hace mención a su falta de empatía cuando encuentra un  pájaro que ha perdido la vida y el querer resolver un conflicto entre sus dos compañeros de clase golpeándolos con una pala. Desde el principio a Furukura se le trata como a una persona que necesita cambiar ya que sus acciones lo justifican, pero Furukura es incapaz de comprender que es lo que debe de "curar", y es en esta búsqueda donde encuentra una respuesta; si no puede curarse, deberá de actuar como los demás. El cambio paulatino de Furukura logró que los de su alrededor la aceptaran por parecer más "normal" y solo así sus problemas disminuyeron, pero es en la Konbini donde encuentra una especie de santuario la cual le impone un código de vestimenta y conducta, en palabras de la misma Furukura ella renace como dependienta.
Sayaka Murata logró mostrar a través de esta novela una de las caras de la moneda de esta sociedad, la cual es crítica, juzgadora y exigente, en donde adaptarse y tener que ser lo que los demás esperan es la única posibilidad de supervivencia. "Keiko, la protagonista, decide ponerse la máscara de persona normal para dejar de ser cuestionada constantemente".- Sayaka Murata.
También expuso una fuerte crítica social hacia la sociedad japonesa y sobre todo, al papel de la mujer, Sayaka Murata muestra en la novela la sociedad machista que se tiene en Japón. Una sociedad que suele juzgar a las mujeres en particular, a los individuos en general y no tolera a nadie que se salga de su guion, a quién es diferente, expone a la sociedad patriarcal que cuestiona la cordura de una mujer cuando esta no se define por las directrices que han sido marcadas para ella. A pesar del humor que se usa para agilizar la trama en ningún momento el mensaje es reducido o minimizado, la idea que sustenta a la novela esta siempre presente. Es por esto que Furukura para adaptarse, no aspira a nada más que ser una dependienta, ella disfruta del trabajo pero claramente esto no basta porque la sociedad siempre le pide más.
Aunque la tématica de la dependienta pueda parecer sencilla tiene una gran carga emocional. Es cierto que la sociedad exige desde el momento en el que uno nace un cierto rol, una forma de comportarse y un objetivo final,  esto no es distinto para Furukura la diferencia es que ella no tiene ningún interés por objetivos considerados "normales". No todos comparten el deseo de querer tener hijos, de querer casarse o de conseguir un gran empleo, para Furukura ninguno de estos deseos tiene sentido pero esto no significa que lleve una vida triste, todo lo contrario, al entrar a la "Konbini" se le nota más alegre y en paz consigo msima, la misma exigencia de la sociedad podría ser la culpable de sus problemas e incluso de sus inseguridades.

## Ediciones
- La Dependienta, Duomo Ediciones, 2019.